# Кокчетавіт
Кокчетавіт — мінерал класу силікатів, що відноситься до групи польових шпатів. Названий на честь Кокчетавського масиву в Казахстані, де знаходиться його типове місце знаходження.

## Характеристика
Кокчетавіт — силікат з хімічною формулою K(AlSi₃O₈). Він був схвалений як дійсний вид Міжнародною мінералогічною асоціацією в 2004 році. Він кристалізується в гексагональній системі.
Відповідно до класифікації Нікеля-Штрунца, кокчетавіт належить до «09.FA — тектосилікатів без цеолітової H₂O, без додаткових нететраедричних аніонів» разом із наступними мінералами: каліофіліт, кальциліт, нефелін, панунцит, трикальциліт, йошікальциліт, малінкосиліт, малінкосиліт. віргіліт, лізициніт, адулярій, анортоклаз, баддінгтоніт, цельсіан, гіалофан, мікроклін, ортоза, санідин, рубіклін, моналбіт, альбіт, андезин, анортит, бітовніт, лабрадорит, олігоклаз, рідмергнерит, парацельсіан, святославіт, кумдісоніт, лізет, баналзит, стрональзит, данбурит, малевіт, пековіт і лінгуніт.

## Утворення і родовища
Його виявлено в родовищі алмазів озера Кумдіколь, в місті Прирічне, в Акмолинської області (Казахстан). Він також був описаний у відслоненнях еклогітів Дулан, у Хайсі (Цинхай, Китайська Народна Республіка) та в Старому Гералові, Нижньосілезьке воєводство (Польща). Ці три місця є єдиними на планеті, де описано цей різновид мінералу.